# Michelle Carey
Michelle Carey (ur. 20 marca 1981) – irlandzka lekkoatletka, specjalizująca się w biegu na 400 metrów przez płotki. Na tym dystansie wystąpiła m.in.: podczas Mistrzostw świata w lekkoatletyce w 2007 (28. miejsce) oraz 2009 roku (26. miejsce), a także Letnich Igrzysk Olimpijskich 2008 w Pekinie. Zajęła wtedy 25. miejsce.
Wielokrotna mistrzyni i rekordzistka kraju.

## Rekordy życiowe
| Konkurencja                     | Wynik | Miejsce    | Data             |
| ------------------------------- | ----- | ---------- | ---------------- |
| Bieg na 400 metrów              | 52,67 | Dublin     | 23 lipca 2006    |
| Bieg na 400 metrów przez płotki | 56,19 | Walnut     | 20 kwietnia 2008 |
| Bieg na 400 metrów w hali       | 54,35 | Birmingham | 20 lutego 2004   |

## Najlepsze wyniki w sezonie
Bieg na 400 metrów przez płotki
| Rok  | Wynik | Miejsce      | Data        |
| ---- | ----- | ------------ | ----------- |
| 2002 | 58,57 | Tartu        | 2 czerwca   |
| 2003 | 58,58 | Brasschaat   | 13 sierpnia |
| 2004 | 57,95 | Dublin       | 25 lipca    |
| 2005 | 57,37 | Genewa       | 11 czerwca  |
| 2006 | 56,31 | Loughborough | 26 lipca    |
| 2007 | 56,53 | Uden         | 4 sierpnia  |
| 2008 | 56,19 | Walnut       | 20 kwietnia |
| 2009 | 56,32 | Barcelona    | 25 lipca    |
| 2010 | 57,58 | Barcelona    | 27 lipca    |